# Diiodur de pentaoxigen
El diiodur de pentaoxigen és un compost inorgànic estable de iode i oxigen, de fórmula O5I2, de color blanc i higroscòpic.

## Història
Fou sintetitzat per primera vegada el 1813 de forma independent pel químic francès Joseph-Louis Gay-Lussac i pel químic anglès Humphry Davy. Tanmateix, la seva estructura no fou elucidada de forma definitiva fins al 1970.

## Síntesi
La manera més simple d'obtenir el diiodur de pentaoxigen és mitjançant la deshidratació de l'àcid iòdic a 200 °C en un recipient amb aire sec. També es pot preparar per oxidació del iode amb oxigen mitjançant una descàrrega elèctrica.